# Jasper Cillessen
Jacobus Antonius Peter Cillessen (* 22. dubna 1989 Nijmegen), známý jako Jasper Cillessen, je nizozemský profesionální fotbalový brankář, který chytá za nizozemský klub NEC Nijmegen a za nizozemský národní tým.
Účastník Mistrovství světa 2014 v Brazílii.

## Klubová kariéra
Profesionální fotbalovou kariéru zahájil v klubu NEC Nijmegen. V srpnu 2011 přestoupil do AFC Ajax, ve kterém podepsal pětiletou smlouvu. S Ajaxem vyhrál třikrát ligovou soutěž Eredivisie (2011/12, 2012/13, 2013/14) a jednou Johan Cruijff Schaal (nizozemský Superpohár v roce 2013). 

V srpnu 2016 přestoupil do klubu FC Barcelona jako náhrada za Chilana Claudia Brava, který odešel do Manchesteru City.. V Barceloně ale mnoho šancí nedostává

## Reprezentační kariéra
V A-mužstvu Nizozemska debutoval pod trenérem Louisem van Gaalem 7. června 2013 v přátelském zápase v Jakartě proti reprezentaci Indonésie (výhra 3:0). Odchytal první poločas.
Trenér Louis van Gaal jej vzal na Mistrovství světa 2014 v Brazílii, mimo něj byli nominováni i brankáři Michel Vorm ze Swansea City AFC a Tim Krul z Newcastle United FC. Na šampionátu byl brankářskou jedničkou, v základní skupině B odchytal všechny tři vítězné zápasy (proti Španělsku 5:1, proti Austrálii 3:2 a proti Chile 2:0), Nizozemsko v ní obsadilo s plným počtem 9 bodů první místo. Ve čtvrtfinále s Kostarikou (0:0, 4:3 na penalty) jej v závěrečném penaltovém rozstřelu vystřídal Tim Krul, který zneškodnil dva pokusy Kostaričanů. Nizozemsko postoupilo mezi čtyři nejlepší celky turnaje. V semifinále s Argentinou po výsledku 0:0 čelil v penaltovém rozstřelu pokusům soupeře Cillessen (s dosavadní bilancí ani jedné nechycené penalty v kariéře) a ze čtyř střel nezlikvidoval ani jednu. Nizozemci šli do boje o bronzové medaile proti Brazílii, který vyhráli 3:0. V závěru jej vystřídal Michel Vorm, aby i on okusil atmosféru šampionátu.